# Deraya Air Taxi
Deraya Air Taxi è una compagnia aerea charter con sede a Giacarta, Indonesia. Opera servizi charter, di evacuazione medica e di fotografia aerea; possiede inoltre una scuola di volo. La sua base principale è l'aeroporto Internazionale Halim Perdanakusuma di Giacarta, con un hub all'aeroporto Internazionale Husein Sastranegara, Bandung. Deraya Air Taxi è elencata nella categoria II (la peggiore) dall'Autorità per l'aviazione civile indonesiana per la qualità degli standard di sicurezza.

## Storia
La compagnia aerea è stata fondata nel marzo 1967 e ha iniziato ad operare nel 1967. È interamente di proprietà del Gruppo Boedihardjo. Nel gennaio 2005, Deraya Air Taxi ha preso in consegna il suo primo Short 360. Nel febbraio 2020 ha ricevuto il suo primo Boeing 737-300 che può essere utilizzato sia per il trasporto passeggeri che di merci.

## Flotta
Oltre a vari elicotteri, a dicembre 2022 la flotta di Deraya Air Taxi è così composta: